# Coffea minutiflora
Coffea minutiflora är en måreväxtart som beskrevs av Aaron Paul Davis och Franck Rakotonasolo. Coffea minutiflora ingår i släktet Coffea och familjen måreväxter. Inga underarter finns listade i Catalogue of Life.